# EuroHockey Club Champions Cup 1997 (Herren, Feld)
Die 24. Austragung des EuroHockey Club Champions Cup (Herren, Feld) fand vom 16. – 19. Mai 1997 in Amsterdam statt. Titelverteidiger Uhlenhorst Mülheim konnte sich national nicht für das Turnier qualifizieren. Insgesamt gab es mit Racing Club de France nur ein Team, das bereits 1996 teilnahm. Der niederländische Vertreter HGC Wassenaar sicherte sich erstmals den Titel durch ein 4:3 im Finale gegen den Harvestehuder THC.

## EuroHockey Club Champions Cup
Gruppe A
Freitag, 16. Mai 1997
- Harvestehuder THC  – Grammarians HC  4:2
- Pocztowiec Poznań  – RSHVSM Minsk  1:3

Samstag, 17. Mai 1997
- Pocztowiec Poznań  – Grammarians HC  8:2
- Harvestehuder THC  – RSHVSM Minsk  3:2

Sonntag, 18. Mai 1997
- Harvestehuder THC  – Pocztowiec Poznań  2:1
- RSHVSM Minsk  – Grammarians HC  3:1

| Pos. | Verein            | Tore | Punkte |
| ---- | ----------------- | ---- | ------ |
| 1.   | Harvestehuder THC | 9:5  | 9      |
| 2.   | RSHVSM Minsk      | 8:5  | 6      |
| 3.   | Pocztowiec Posen  | 10:7 | 3      |
| 4.   | Grammarians HC    | 5:15 | 0      |

Gruppe B
Freitag, 16. Mai 1997
- Club Egara  vs. Racing Club de France  2:0
- HGC Wassenaar  vs. SKA Samara  8:0

Samstag, 17. Mai 1997
- Club Egara  vs. SKA Samara  3:0
- HGC Wassenaar  vs. Racing Club de France  11:1

Sonntag, 18. Mai 1997
- SKA Samara  vs. Racing Club de France  2:3
- Club Egara  vs. HGC Wassenaar  1:3

| Pos. | Verein                | Tore | Punkte |
| ---- | --------------------- | ---- | ------ |
| 1.   | HGC Wassenaar         | 22:2 | 9      |
| 2.   | Club Egara            | 6:3  | 6      |
| 3.   | Racing Club de France | 4:15 | 3      |
| 4.   | SKA Samara            | 2:14 | 0      |

Platzierungsspiele
Montag, 19. Mai 1997
- Abstiegsspiel 4.A – 3.B: Grammarians HC  – Racing Club de France  2:3
- Abstiegsspiel 3.A – 4.B: Pocztowiec Posen  – SKA Samara  3:3 4:2 n.7-m
- Spiel um Platz 3: RSHVSM Minsk  – Club Egara  1:3
- Finale: Harvestehuder THC  – HGC Wassenaar  3:4

## EuroHockey Club Champions Trophy
Die EuroHockey Club Champions Trophy fand vom 16. – 19. Mai 1997 in der italienischen Stadt Cagliari bei der SG Amsicora statt. Sie bildete den ersten Unterbau zum EuroHockey Club Champions Cup. Die Clubs spielten neben dem Titel auch um den Auf- und Abstieg für ihre nationalen Verbände für die Europapokal-Startplätzein der folgenden Saison.

Gruppe A
16. Mai 1997
- Royal White Star HC  – Zorca Subotica  5:1
- Instonians HC  – Grange HC  3:2

17. Mai 1997
- Royal White Star HC  – Grange HC  2:0
- Instonians HC  – Zorca Subotica  6:1

18. Mai 1997
- Grange HC  – Zorca Subotica  11:0
- Royal White Star HC  – Instonians HC  2:2

| Pos. | Verein              | Tore | Punkte |
| ---- | ------------------- | ---- | ------ |
| 1.   | Instonians HC       | 11:5 | 7      |
| 2.   | Royal White Star HC | 9:3  | 7      |
| 3.   | Grange HC           | 13:5 | 3      |
| 4.   | Zorca Subotica      | 2:22 | 0      |

Gruppe B
16. Mai 1997
- Cannock HC  – Swansea  4:1
- SG Amsicora  – Wiener AC  3:0

17. Mai 1997
- Cannock HC  – Wiener AC  5:2
- SG Amsicora  – Swansea  7:0

18. Mai 1997
- Swansea  – Wiener AC  1:3
- SG Amsicora  – Cannock HC  2:2

| Pos. | Verein      | Tore | Punkte |
| ---- | ----------- | ---- | ------ |
| 1.   | SG Amsicora | 12:2 | 7      |
| 2.   | Cannock HC  | 11:5 | 7      |
| 3.   | Wiener AC   | 5:9  | 3      |
| 4.   | Swansea     | 2:14 | 0      |

Platzierungsspiele
19. Mai 1997
- Abstiegsspiel 4.A – 3.B: Zorca Subotica  – Wiener AC  0:7
- Abstiegsspiel 3.A – 4.B: Grange HC  – Swansea  0:1
- Spiel um 3. Platz 2.A – 2.B: Royal White Star HC  – Cannock HC  2:4
- Finale 1.A – 2.B: Instonians HC  – SG Amsicora  2:2 4:3 n.7m

## EuroHockey Club Champions Challenge
Die EuroHockey Club Champions Challenge fand vom 16. – 19. Mai 1997 in der schwedischen Hauptstadt Stockholm statt. Sie bildete den zweiten Unterbau zum EuroHockey Club Champions Cup. Die Clubs spielten neben dem Titel auch um den Aufstieg für ihre nationalen Verbände für die Europapokal-Startplätze in der folgenden Saison.
Gruppe A
16. Mai 1997
- HC Rotweiss Wettingen  – Stockholm  3:6
- HC Lipovci  – SK Slavia Prag  ?

17. Mai 1997
- SK Slavia Prag  – Stockholm  5:5
- HC Rotweiss Wettingen  – HC Lipovci  4:2

18. Mai 1997
- SK Slavia Prag  – HC Rotweiss Wettingen  2:4
- Stockholm  – HC Lipovci  7:0

| Pos. | Verein                | Tore  | Punkte |
| ---- | --------------------- | ----- | ------ |
| 1.   | Stockholm             | 18:8  | 7      |
| 2.   | HC Rotweiss Wettingen | 11:10 | 6      |
| 3.   | SK Slavia Prag        | ?:?   | ?      |
| 4.   | HC Lipovci            | ?:?   | ?      |

Gruppe B
16. Mai 1997
- HAHK Mladost  – Olimpic Vinnitsa  2:3

17. Mai 1997
- Espoo HC  – Olimpic Vinnitsa  1:5

18. Mai 1997
- Espoo HC  – HAHK Mladost  2:4

| Pos. | Verein           | Tore | Punkte |
| ---- | ---------------- | ---- | ------ |
| 1.   | Olimpic Vinnitsa | 8:3  | 6      |
| 2.   | HAHK Mladost     | 6:5  | 3      |
| 3.   | Espoo HC         | 3:9  | 0      |

Platzierungsspiele
19. Mai 1997
- Platzierungsspiel 4.A – 3.B: Rabat Depiro HC  – Espoo HC 1.4
- Spiel um 3. Platz 2.A – 2.B: HC Rotweiss Wettingen  – HAHK Mladost  3:4
- Finale 1.A – 1.B: Stockholm  – Olimpic Vinnitsa  5-2

## Quelle
Deutsche Hockey Zeitung Mai 1997